# Paraplesiobatis
Paraplesiobatis é um gênero de peixe placodermo que existiu durante o período Devoniano na Alemanha.